# 常総市立五箇小学校
常総市立五箇小学校（じょうそうしりつごかしょうがっこう）は、茨城県常総市上蛇町にある公立小学校。

## 概要

### 教育目標
『心身ともに健康でたくましく自ら学ぶ子の育成』

## 沿革

### 略歴
1874年（明治7年）に豊川小学校として開校し、五箇村立五箇小学校などを経て、現在の状態になった。

### 年表
出典
- 1874年（明治7年） - 豊川小学校が設立。
- 1877年（明治10年） - 上蛇小学校と改称。
- 1879年（明治12年） -  上蛇小学校三坂新田分校を三坂新田に設立。
- 1886年（明治19年） -  上蛇小学校三坂新田分校、川崎小学校を併合し、上蛇尋常小学校と改称。
- 1889年（明治22年） - 五箇尋常小学校と改称し、5月27日を創立記念日とする。
- 1902年（明治35年） - 暴風雨により、全校舎倒壊。同地に新工事を起こす。
- 1903年（明治36年） - 新校舎竣工。
- 1915年（大正4年） - 高等科を設置して、五箇尋常高等小学校と改称。
- 1918年（大正7年） - 南校舎を竣工。
- 1941年（昭和16年） - 五箇国民学校と改称。
- 1947年（昭和22年） - 学制改革により五箇村立五箇小学校と改称。
- 1954年（昭和29年） - 水海道市との合併により、茨城県水海道市立五箇小学校と改称。
- 1970年（昭和45年） - プール竣工。
- 1976〜1978年（昭和51〜53年）- 鉄筋コンクリート3階建の新校舎工事。工事中は旧五箇中学校の南校舎を使用。
- 1979年（昭和54年） - 新校舎での授業開始。
- 1980年（昭和55年） - 体育館竣工。
- 1989年（平成元年） - 創立百周年記念事業式典を挙行。
- 1990年（平成2年） -  図書室竣工。
- 1998年（平成10年） - コンピュータを搬入し，視聴覚室兼生活科室をコンピュータ室と改称。
- 2013年（平成25年） - 創立150周年タイムカプセル開封式を挙行。
- 2015年（平成27年） - 関東東北豪雨水害により常総市内で被災。大生小学校と合同学習実施。

## 学区
学区は以下の通りである。
上蛇町、福二町、三坂新田町、沖新田町川崎町地区

## 交通アクセス
- 関東鉄道常総線三妻駅下車、徒歩約33分